# Jacquetta de Luxemburgo
Jacquetta (Jacoba) de Luxemburgo (c. 1415-30 de mayo de 1472), duquesa de Bedford hasta 1435 y luego baronesa de Bedford hasta 1448, finalmente fue condesa de Rivers hasta su muerte.

## Orígenes
Era hija del Conde de Saint Paul Pedro de Luxemburgo y de Margarita del Balzo, descendiente de Simón de Montfort, VI conde de Leicester. Era prima del Emperador Segismundo de Luxemburgo.

## Biografía
El 22 de abril de 1433 a los diecisiete años, Jacquetta se casó con Juan de Lancaster que era hermano del rey de Inglaterra Enrique V. Más tarde su marido sería también lugarteniente de Enrique VI. Juan murió dos años más tarde en Ruan sin herederos.
Alrededor de 1436 se casó secretamente con Ricardo Woodville, hijo del chambelán de su esposo y quien al parecer, fue escudero de Enrique V en la Batalla de Agincourt y en un principio apoyaba la causa Lancaster. El sucesor, Enrique VI lo nombró señor y barón de Rivers. 
Al iniciarse la Guerra de las Dos Rosas en 1455, Ricardo combatió por la causa Lancaster pero al tiempo cambió su apoyo a los York apoyando a Eduardo de York quien más tarde se convertiría en Eduardo IV.
El 1 de mayo de 1464 una de las hijas de Jacquetta, Isabel, viuda de Juan Grey, caballero de Lancaster, se casó secretamente con el rey Eduardo IV. Ricardo y Jacquetta, como padres de la reina, se convierten en la cabeza de una familia ambiciosa y en ascenso, que a través de muchos matrimonios por conveniencia recibieron un gran número de títulos y tierras, convirtiéndose así en una amenaza para el principal consejero real Ricardo Neville, quien gobernaba realmente. A principios de 1468 las tierras de Woodville fueron saqueadas por los partidarios de Neville.
Tras la derrota del rey en la batalla de Edgecote Moor, el 26 de julio de 1469, Ricardo y su segundo hijo, Juan, fueron hechos prisioneros en Chepstow. Tras un juicio de ficción fueron decapitados en Kenilworth el 12 de agosto de 1469. 
Jacquetta sobrevivió a su marido tres años y murió en 1472.

## Acusaciones de brujería
Poco después de la ejecución de su marido por Warwick, Thomas Wake, un seguidor de Warwick, acusó a Jacquetta de brujería. Wake llevó al Castillo de Warwick una estatuilla de plomo "hecha con la forma de un hombre de armas… partida por la mitad y amarrada con un alambre", y alegó que Jacquetta la había fabricado para usarla en brujería y hechicería. Afirmó que John Daunger, un sacristán en Northampton, podría dar fe de que Jacquetta había hecho otras dos figuritas, una para el rey y otra para la reina. El caso se vino abajo cuando Warwick fue derrotado por Eduardo IV de la custodia y Jacquetta fue absuelta. En 1484 Ricardo III en el acto conocido como Titulus Regius, revivió las denuncias de brujería contra Jacquetta cuando afirmó que ella e Isabel habían conseguido el matrimonio de Isabel y Eduardo a través de la brujería, pero Ricardo no ofreció ninguna prueba para respaldar sus afirmaciones.

## Matrimonio e hijos

### Juan de Lancaster
En su primer matrimonio con Juan de Lancaster, no tuvo hijos.

### Ricardo Woodville
En su segundo matrimonio con Ricardo Woodville tuvo quince hijos:
- Isabel (1437 - 1492), reina consorte de Eduardo IV de Inglaterra y más tarde reina madre.
- Luis (1438-1450), murió a los 12 años producto de fiebres.
- Ana (1438 - 1489), casada primero con William Bourchier, vizconde de Bourchier y en segundas nupcias con George Gray, segundo conde de Kent (1454-1503). Tuvo descendencia.
- Antonio (1440 - 1483), conde de Rivers.
- John Woodville, murió en la infancia.
- María (1443 - 1481), casada con William Herbert, Conde de Pembroke. Tuvo descendencia.
- Jacquetta (c.1444-1509), se casó con John Le Strange, octavo barón Strange de Knockin. Tuvo descendencia.
- Leonel (c. 1445 - 1484), obispo de Salisbury.
- Ricardo (1446 - 1491), conde de Rivers.
- Juan (c. 1447 - 1469), se casó Catherine Neville, duquesa de Norfolk en enero de 1465.
- Marta (c.1448-1500), casada con John Bromley.
- Thomas Woodville, se casó con Anne Holland.
- Elonor o Joan Woodville  (c.1452 - 1512), se casó con Sir Anthony Grey en febrero de 1466.
- Margarita (c.1454 - 1490), casada con Thomas FitzAlan conde de Arundel. Tuvo descendencia.
- Eduardo (c.1455 - 1488).
- Catalina (c. 1458 - c. 1513) casada con el duque de Buckingham. Tuvo descendencia.
- Agnes Woodville (1460-1506).

## Jacquetta en la ficción
Jacquetta de Luxemburgo fue interpretada por la actriz británica Janet McTeer en la serie The White Queen de 2013.